# Neobisium robustum
Neobisium robustum är en spindeldjursart som först beskrevs av Nonidez 1925.  Neobisium robustum ingår i släktet Neobisium och familjen helplåtklokrypare.

## Underarter
Arten delas in i följande underarter:
- N. r. escalerai
- N. r. robustum